# Parafia św. Józefa Robotnika w Młoszowej
Parafia świętego Józefa Robotnika w Młoszowej – rzymskokatolicka parafia znajdująca się w archidiecezji krakowskiej, w dekanacie Trzebinia, w Polsce.